# Philodromus rufus pacificus
Philodromus rufus là một phân loài nhện trong họ Philodromidae.
Loài này thuộc chi Philodromus. Philodromus rufus pacificus được Richard C. Banks miêu tả năm 1898.